# هیکارو یومورا
هیکارو یومورا (انگلیسی: Hikaru Yumura؛ زادهٔ ۱۸ اکتبر ۱۹۹۷) بازیکن فوتبال اهل ژاپن است.